# Фронимий
Фронимий (лат. Phronimius) — римский политический деятель второй половины IV века.
Фронимий происходил из Галлии. Имел репутацию образованного человека. Во время восстания Прокопия в 365 году Фронимий был назначен им префектом Константинополя. После падения Прокопия в 366 году Фронимий был отправлен на Запад, чтобы его судьбу решил император Валентиниан I. В результате его приговорили к ссылке в Херсонес. При этом другого ставленника Прокопия Евфрасия, бывшего у узурпатора магистром оффиций, отпустили. Это произошло из-за того, что Фронимий пользовался расположением императора Юлиана Отступника.